# Galáxia Anã de Boötes I
A Galáxia Anã de Boötes I (Boo dSph) é a mais fraca galáxia já descoberta, a partir de 2006, com uma luminosidade total de 100.000 sóis, e uma magnitude absoluta de -5,8. Situa-se de cerca de 197.000 anos-luz de distância, na constelação de Boötes. Esta galáxia anã esferoidal parece estar perturbada pela da Via Láctea em sua órbita, e possui duas trilhas estelares  atravessadas em forma de uma cruz.
A galáxia é mais fraca do que a também próxima e fraca Galáxia Anã da Ursa Maior I (magnitude absoluta -6,75). É também mais fraca que a estrela Rigel (magnitude absoluta -6,8).